# Марк Джонсон
Марк Джонсон (англ. Mark Johnson; нар. 22 вересня 1957, Міннеаполіс) — американський хокеїст, що грав на позиції центрального нападника. Грав за збірну команду США.
Олімпійський чемпіон. Провів понад 700 матчів у Національній хокейній лізі.

## Ігрова кар'єра
Хокейну кар'єру розпочав 1976 року.
1977 року був обраний на драфті НХЛ під 66-м загальним номером командою «Піттсбург Пінгвінс».
Протягом професійної клубної ігрової кар'єри, що тривала 12 років, захищав кольори команд «Піттсбург Пінгвінс», «Міннесота Норт-Старс», «Гартфорд Вейлерс», «Сент-Луїс Блюз» та «Нью-Джерсі Девілс».
Загалом провів 706 матчів у НХЛ, включаючи 37 ігор плей-оф Кубка Стенлі.
Виступав за збірну США.

## Тренерська кар'єра
З 1996 по 2000 рік асистент головного тренера чоловічої команди Університету Вісконсин-Медісон.
З 2000-х років головний тренер жіночої команди Університету Вісконсин-Медісон, яку приводив до золотих нагород у 2002, 2007, 2009 та 2011.
У 2000 та 2002 роках асистент головного тренера жіночої збірної США з хокею. Як головний тренер збірної США, здобув срібні нагороди на зимовій Олімпіаді 2010 року.

## Нагороди та досягнення
Як гравець
- Олімпійський чемпіон — 1980.
- Учасник матчу усіх зірок НХЛ — 1984.
- Член Зали слави ІІХФ — 1999.
- Член залу слави хокею США — 2004.

Як тренер
- Срібний призер чемпіонату світу серед жіночих команд — 2007.
- Срібний призер зимових Олімпійських ігор — 2010.

## Статистика
| Сезон        | Клуб                          | Ліга                         | Регулярний сезон    | Регулярний сезон    | Регулярний сезон    | Регулярний сезон    | Регулярний сезон    | Плей-оф | Плей-оф | Плей-оф | Плей-оф | Плей-оф |
| Сезон        | Клуб                          | Ліга                         | І                   | Г                   | П                   | О                   | ШХ                  | І       | Г       | П       | О       | ШХ      |
| ------------ | ----------------------------- | ---------------------------- | ------------------- | ------------------- | ------------------- | ------------------- | ------------------- | ------- | ------- | ------- | ------- | ------- |
| 1976–77      | Університет Вісконсин-Медісон | ЗКХА                         | 43                  | 36                  | 44                  | 80                  | 16                  | —       | —       | —       | —       | —       |
| 1977–78      | Університет Вісконсин-Медісон | ЗКХА                         | 42                  | 48                  | 38                  | 86                  | 24                  | —       | —       | —       | —       | —       |
| 1978–79      | Університет Вісконсин-Медісон | ЗКХА                         | 40                  | 41                  | 49                  | 90                  | 34                  | —       | —       | —       | —       | —       |
| 1979–80      | «Піттсбург Пінгвінс»          | НХЛ                          | 17                  | 3                   | 5                   | 8                   | 4                   | 5       | 2       | 2       | 4       | 0       |
| 1980–81      | «Піттсбург Пінгвінс»          | НХЛ                          | 73                  | 10                  | 23                  | 33                  | 50                  | 5       | 2       | 1       | 3       | 6       |
| 1981–82      | «Піттсбург Пінгвінс»          | НХЛ                          | 46                  | 10                  | 11                  | 21                  | 30                  | —       | —       | —       | —       | —       |
| 1981–82      | «Міннесота Норт-Старс»        | НХЛ                          | 10                  | 2                   | 2                   | 4                   | 10                  | 4       | 2       | 0       | 2       | 0       |
| 1982–83      | «Гартфорд Вейлерс»            | НХЛ                          | 73                  | 31                  | 38                  | 69                  | 28                  | —       | —       | —       | —       | —       |
| 1983–84      | «Гартфорд Вейлерс»            | НХЛ                          | 79                  | 35                  | 52                  | 87                  | 27                  | —       | —       | —       | —       | —       |
| 1984–85      | «Гартфорд Вейлерс»            | НХЛ                          | 49                  | 19                  | 28                  | 47                  | 21                  | —       | —       | —       | —       | —       |
| 1984–85      | «Сент-Луїс Блюз»              | НХЛ                          | 17                  | 4                   | 6                   | 10                  | 2                   | 3       | 0       | 1       | 1       | 0       |
| 1985–86      | «Нью-Джерсі Девілс»           | НХЛ                          | 80                  | 21                  | 41                  | 62                  | 16                  | —       | —       | —       | —       | —       |
| 1986–87      | «Нью-Джерсі Девілс»           | НХЛ                          | 68                  | 25                  | 26                  | 51                  | 22                  | —       | —       | —       | —       | —       |
| 1987–88      | «Нью-Джерсі Девілс»           | НХЛ                          | 54                  | 14                  | 19                  | 33                  | 14                  | 18      | 10      | 8       | 18      | 4       |
| 1988–89      | «Нью-Джерсі Девілс»           | НХЛ                          | 40                  | 13                  | 25                  | 38                  | 24                  | —       | —       | —       | —       | —       |
| 1989–90      | «Нью-Джерсі Девілс»           | НХЛ                          | 63                  | 16                  | 29                  | 45                  | 12                  | 2       | 0       | 0       | 0       | 0       |
| 1990–91      | «Мілан Сайма»                 | Серія A                      | 36                  | 32                  | 44                  | 76                  | 15                  | —       | —       | —       | —       | —       |
| 1991–92      | «Мілан Сайма»                 | Серія A                      | Статистика відсутня | Статистика відсутня | Статистика відсутня | Статистика відсутня | Статистика відсутня | —       | —       | —       | —       | —       |
| 1991–92      | ХК «Целль-ам-Зеє»             | Австрійська національна ліга | 33                  | 23                  | 49                  | 72                  | 14                  | —       | —       | —       | —       | —       |
| Усього в НХЛ | Усього в НХЛ                  | Усього в НХЛ                 | 669                 | 203                 | 305                 | 508                 | 260                 | 37      | 16      | 12      | 28      | 10      |